# Terebna
Terebna è un comune della Moldavia situato nel distretto di Edineț di 1.517 abitanti al censimento del 2004